# ランスフィールド分類
ランスフィールド分類（英語: Lancefield grouping）は、細菌の細胞壁に見られる多糖体の抗原に対する血清反応に基づいて、カタラーゼ陰性、コアグラーゼ陰性の細菌を分類する方法である。レベッカ・ランスフィールドによって作成されたこの分類法は、歴史的にラクトコッカス属とストレプトコッカス属を含むストレプトコッカス科の様々な属を分類するために使用されていた。しかし、1970年代以来現在に至るまで、ストレプトコッカス属の菌の同定の数が爆発的に増加した。2016年現在、ランスフィールド分類は、米国において医療における微生物学的検査結果を示す方法としてしばしば利用されている。かつてストレプトコッカス属のD群として位置づけられていたエンテロコッカス属は、1984年までストレプトコッカス属に属すると考えられていたが、ランスフィールド分類が考案された後、エンテロコッカス科に分類し直され、そのまま元のランスフィールド分類に含まれることとなった。ストレプトコッカス属の多くは、すべてではないがβ溶血性である。特に、エンテロコッカス属及びストレプトコッカス属bovis（ランスフィールド分類D群）はβ溶血性ではない。ストレプトコッカス属のグループは数多くあるが、通常の免疫を有するヒトに共通して病気を引き起こす菌は5つしかないことが知られており、A群、B群、D群の菌及びランスフィールドの多糖体抗原性を欠く肺炎レンサ球菌及びViridans streptococciの2つの菌である。

## 分類
- A群 - Streptococcus pyogenes（化膿レンサ球菌）
- B群 - Streptococcus agalactiae
- C群 - Streptococcus equisimilis、Streptococcus equi、Streptococcus zooepidemicus、Streptococcus dysgalactiae
- D群 -Enterococcus faecalis、 Enterococcus faecium、Enterococcus durans 及びStreptococcus bovis
- E群 - Enterococci（エンテロコッカス属）
- F、G及びL群 - Streptococcus anginosus
- H群 - Streptococcus sanguis
- K群 - Streptococcus salivarius
- L群 - Streptococcus dysgalactiae
- M及びO群 - Streptococcus mitior
- N群 - Lactococcus lactis
- R及びS群 - Streptococcus suis

その他のエンテロコッカス属は、ランスフィールド分類に分類されないものである。